# Brian Idowu
Brian Oladapo Idowu (Russisch: Брайан Оладапо Идову) (Sint-Petersburg, 18 mei 1992) is een Nigeriaans-Russisch voetballer die doorgaans speelt als linksback. In juli 2023 verliet hij FK Chimki. Idowu maakte in 2017 zijn debuut in het Nigeriaans voetbalelftal.

## Clubcarrière
Idowu werd in Sint-Petersburg geboren als kind van een Nigeriaanse vader en een Russisch-Nigeriaanse moeder. In zijn jeugd verhuisde hij naar Nigeria en weer terug naar Rusland. Hier ging hij spelen in de jeugd van Zenit Sint-Petersburg. In 2010 verkaste de verdediger naar Amkar Perm. Op 6 mei 2012 maakte Idowu voor Amkar zijn professionele debuut, toen met 3–1 verloren werd van Achmat Grozny. De Nigeriaan mocht in de basis beginnen en speelde het gehele duel mee. Het seizoen erop kwam de linksback alleen tot één bekerduel, waarna hij voor een seizoen verhuurd werd aan Dinamo Sint-Petersburg. Na zijn terugkeer bij Amkar tekende Idowu een nieuwe verbintenis voor drie seizoenen. Begin 2017 werd dit contract opengebroken en opnieuw met drie seizoenen verlengd, tot medio 2020. In de zomer van 2018 maakte Idowu de overstap naar Lokomotiv Moskou, waar hij zijn handtekening zette onder een verbintenis voor de duur van drie seizoenen. FK Chimki huurde de Nigeriaans international in de zomer van 2020 voor één seizoen. Na de verhuurperiode mocht hij transfervrij een contract voor twee seizoenen tekenen bij Chimki.

## Clubstatistieken
| Seizoen | Club                     | Competitie   | Competitie | Competitie | Beker | Beker | Internationaal | Internationaal | Totaal | Totaal |
| Seizoen | Club                     | Competitie   | Wed.       | Dlp.       | Wed.  | Dlp.  | Wed.           | Dlp.           | Wed.   | Dlp.   |
| ------- | ------------------------ | ------------ | ---------- | ---------- | ----- | ----- | -------------- | -------------- | ------ | ------ |
| 2011/12 | Amkar Perm               | Premjer-Liga | 1          | 0          | 0     | 0     | —              | —              | 1      | 0      |
| 2012/13 | Amkar Perm               | Premjer-Liga | 0          | 0          | 1     | 0     | —              | —              | 1      | 0      |
| 2013/14 | → Dinamo Sint-Petersburg | FNL          | 25         | 1          | 1     | 0     | —              | —              | 26     | 1      |
| 2014/15 | Amkar Perm               | Premjer-Liga | 11         | 0          | 1     | 0     | —              | —              | 12     | 0      |
| 2015/16 | Amkar Perm               | Premjer-Liga | 22         | 0          | 3     | 1     | —              | —              | 25     | 1      |
| 2016/17 | Amkar Perm               | Premjer-Liga | 26         | 1          | 2     | 0     | —              | —              | 28     | 1      |
| 2017/18 | Amkar Perm               | Premjer-Liga | 27         | 0          | 5     | 1     | —              | —              | 32     | 1      |
| 2018/19 | Lokomotiv Moskou         | Premjer-Liga | 13         | 0          | 4     | 0     | 3              | 0              | 20     | 0      |
| 2019/20 | Lokomotiv Moskou         | Premjer-Liga | 12         | 0          | 2     | 0     | 4              | 0              | 18     | 0      |
| 2020/21 | → FK Chimki              | Premjer-Liga | 28         | 3          | 2     | 0     | —              | —              | 30     | 3      |
| 2021/22 | FK Chimki                | Premjer-Liga | 25         | 0          | 3     | 0     | —              | —              | 28     | 0      |
| 2022/23 | FK Chimki                | Premjer-Liga | 16         | 0          | 5     | 0     | —              | —              | 21     | 0      |
| Totaal  | Totaal                   | Totaal       | 206        | 5          | 29    | 2     | 7              | 0              | 242    | 7      |

Bijgewerkt op 28 november 2024.

## Interlandcarrière
Idowu maakte zijn debuut in het Nigeriaans voetbalelftal op 14 november 2017, toen met 2–4 gewonnen werd van Argentinië. Éver Banega en Sergio Agüero zetten Argentinië nog op voorsprong, maar door treffers van Kelechi Iheanacho, Alex Iwobi (tweemaal) en Idowu won Nigeria. De verdediger moest van bondscoach Gernot Rohr als wisselspeler aan het duel beginnen en hij viel in de rust in voor Ola Aina. De andere debutanten dit duel waren Francis Uzoho (Deportivo La Coruña) en Tyronne Ebuehi (ADO Den Haag). Idowu werd in juni 2018 door Rohr opgenomen in de selectie van Nigeria voor het wereldkampioenschap in Rusland. In de groepsfase van het eindtoernooi werd met 2–0 verloren van Kroatië, 2–0 gewonnen van IJsland en 1–2 verloren van Argentinië, waarmee Nigeria uitgeschakeld werd in de groepsfase. Idowu speelde in alle drie de wedstrijden mee.
| Interlands van Brian Idowu voor Nigeria | Interlands van Brian Idowu voor Nigeria | Interlands van Brian Idowu voor Nigeria | Interlands van Brian Idowu voor Nigeria | Interlands van Brian Idowu voor Nigeria | Interlands van Brian Idowu voor Nigeria | Interlands van Brian Idowu voor Nigeria |
| №                                       | Datum                                   | Wedstrijd                               | Uitslag                                 | Competitie                              | Goals                                   |                                         |
| Als speler bij Amkar Perm               | Als speler bij Amkar Perm               | Als speler bij Amkar Perm               | Als speler bij Amkar Perm               | Als speler bij Amkar Perm               | Als speler bij Amkar Perm               | Als speler bij Amkar Perm               |
| --------------------------------------- | --------------------------------------- | --------------------------------------- | --------------------------------------- | --------------------------------------- | --------------------------------------- | --------------------------------------- |
| 1                                       | 14 november 2017                        | Argentinië – Nigeria                    | 2 – 4                                   | Vriendschappelijk                       | 54'                                     |                                         |
| 2                                       | 23 maart 2018                           | Polen – Nigeria                         | 0 – 1                                   | Vriendschappelijk                       |                                         |                                         |
| 3                                       | 27 maart 2018                           | Nigeria – Servië                        | 0 – 2                                   | Vriendschappelijk                       |                                         |                                         |
| 4                                       | 2 juni 2018                             | Engeland – Nigeria                      | 2 – 1                                   | Vriendschappelijk                       |                                         |                                         |
| 5                                       | 6 juni 2018                             | Nigeria – Tsjechië                      | 0 – 1                                   | Vriendschappelijk                       |                                         |                                         |
| 6                                       | 16 juni 2018                            | Kroatië – Nigeria                       | 2 – 0                                   | WK 2018                                 |                                         |                                         |
| 7                                       | 22 juni 2018                            | Nigeria – IJsland                       | 2 – 0                                   | WK 2018                                 |                                         |                                         |
| 8                                       | 26 juni 2018                            | Nigeria – Argentinië                    | 1 – 2                                   | WK 2018                                 |                                         |                                         |
| Als speler bij Lokomotiv Moskou         |                                         |                                         |                                         |                                         |                                         |                                         |
| 9                                       | 8 september 2018                        | Seychellen – Nigeria                    | 0 – 3                                   | AK 2019 kwalificatie                    |                                         |                                         |
| 10                                      | 20 november 2018                        | Nigeria – Oeganda                       | 0 – 0                                   | Vriendschappelijk                       |                                         |                                         |

Bijgewerkt op 28 november 2024.